# Грімія беззуба
Грімія беззуба (Grimmia anodon) — вид мохів порядку гріміальних (Grimmiales).

## Поширення
Батьківщиною є Європа, Африка, Північна Америка, Південна Америка, Азія, Австралія, Нова Зеландія.
Населяє відкритий вапняковий пісковик, вапняк і бетон; від низьких до високих (20–2700 м).

## Характеристика
Рослини від темно-зеленого до коричневого забарвлення. Стебла 0.5–1 см. Листки від подовжено-яйцюватих до видовжено-ланцетних, 0.9–2 × 0.4–0.8 мм, увігнуто-килеподібні, остюк 0.1–1.2 мм. Коробочкові ніжки сигмоподібні, 0.2–0.3 мм. Коробочка зазвичай присутня.